# Giulio Matteo Natali
Giulio Matteo Natali, né le 30 novembre 1702 à Oletta en Corse et mort le 28 août 1782 à Tivoli en Italie, est un évêque catholique italien du XVIIIe siècle. 

## Biographie
Né à Oletta en Corse, au sein de la république de Gênes, il devient prêtre à l'âge 24 ans, puis évêque auxiliaire de Sabine et évêque titulaire d'Abdère, en Grèce en 1757. Il est consacré le 27 décembre de la même année par Joaquín Fernández Portocarrero avec comme co-consécrateurs Pietro Gioeni et Francesco Maria Forlani. Le 5 juin 1765, il fut nommé évêque de Tivoli, fonction qu'il occupa jusqu'à sa mort à l'âge de 79 ans en 1782.
Il est enterré dans la cathédrale de Tivoli.